# Ân Thự
Ân Thự (tiếng Trung: 殷署; bính âm: Yin Shu; ? - ?), không rõ tên tự, là tướng lĩnh Tào Ngụy thời Tam Quốc trong lịch sử Trung Quốc.

## Cuộc đời
Ân Thự không rõ quê quán, giữ chức Bình Nan tướng quân trong quân đội Tào Tháo. Năm 211, Tào Tháo đánh bại liên quân Quan Trung, dời hơn 5.000 binh sĩ dưới trướng Mã Siêu, Hàn Toại giao cho Ân Thự nắm giữ, lại lấy Triệu Nghiễm làm Quan Trung hộ quân. Khi đó, người Khương thường quấy nhiễu quân Tào, Nghiễm, Thự dẫn quân tới Tân Bình đánh lui người Khương. Nhân lúc đó, lính đồn điền là Lã Tịnh (呂并) phát động khởi nghĩa, chiếm đóng Trần Thương, buộc Trần Nghiễm, Ân Thự phải kéo quân về bình định.
Năm 215, Tào Tháo chiếm được Hán Trung, sai Triệu Nghiễm cắt cử 1.200 quân đến Hán Trung nhằm tăng cường phòng ngự. Nghiễm giao cho Ân Thự giám sát việc này. Binh lính phải đi không tình nguyện cáo biệt người nhà, trên mặt có vẻ lo lắng. Một ngày trước khi xuất phát, Triệu Nghiễm lo sợ có chuyện, bèn tự thân tới Tà Cốc úy lạo, nhắc nhở Ân Thự đề phòng cẩn thận. Nghiễm còn chưa về quân doanh thì trại của Ân Thự đã phát sinh binh biến, Thự không rõ sống chết. Triệu Nghiễm trước hết trấn an thân quân, đến các doanh kiểm kê, phân biệt những người làm phản, chỉ chém đầu đảng, còn lại phóng thích. Vì thế phản quân lần lượt đầu hàng.
Năm 219, Quan Vũ bắc phạt Kinh Châu, lợi dụng thời tiết nước ngập bảy quân, dẫn thủy quân tiến công, tiêu diệt toàn quân Ngụy, bắt Vu Cấm, chém Bàng Đức, uy hiếp Hứa Đô. Tào Tháo phái Từ Hoảng dẫn quân cầm cự, lại phái tướng quân Ân Thự, Chu Cái dẫn 12 doanh binh mã đến Yển Thành trợ chiến, đều đặt dưới sự chỉ huy chung của Hoảng.

## Trong văn hóa
Ân Thự không xuất hiện trong tiểu thuyết Tam quốc diễn nghĩa của La Quán Trung.
Trong truyện tranh Thương thiên hàng lộ, Ân Thự theo Từ Hoảng đến Phàn Thành cứu viện Tào Nhân. Từ Hoảng sai Ân Thự ngụy trang thành Hạ Hầu Đôn, Chu Cái ngụy trang thành Trương Liêu để đánh lừa quân Quan Vũ. Kết cục, Ân Thự, Chu Cái đều bị Triệu Lũy chém giết trên chiến trường.